# Mindre agatsnäcka
Mindre agatsnäcka (Cochlicopa lubricella) är en snäckart som först beskrevs av Porro 1838.  Mindre agatsnäcka ingår i släktet Cochlicopa och familjen agatsnäckor. Arten är reproducerande i Sverige. Inga underarter finns listade i Catalogue of Life.

## Bildgalleri

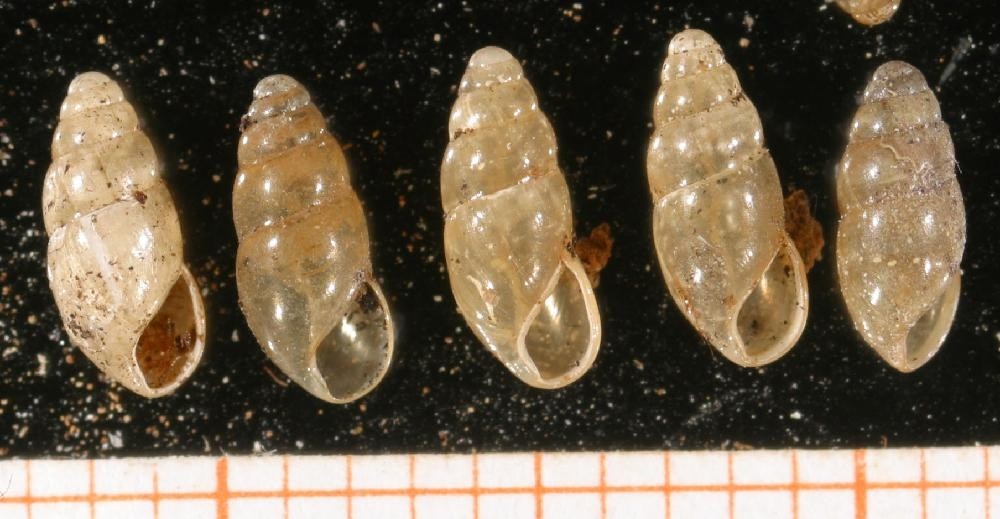
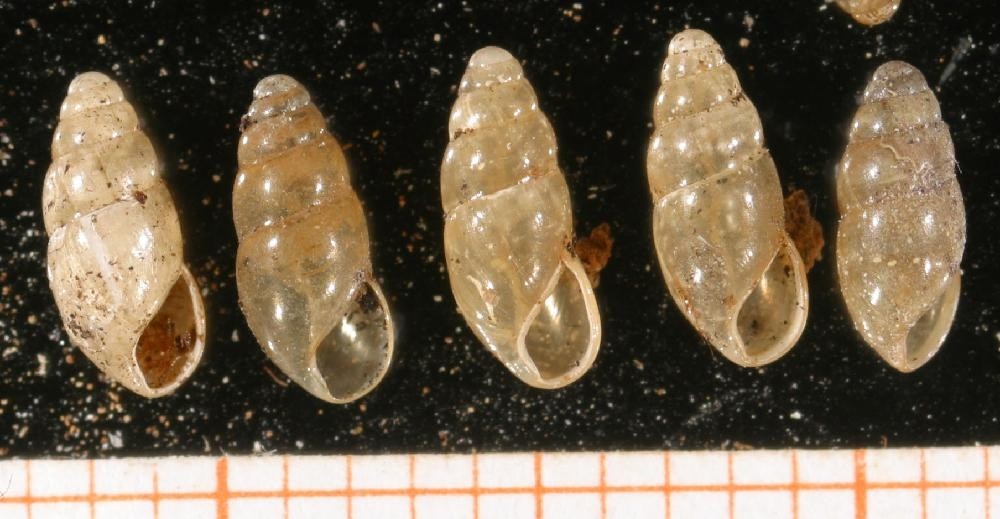